# Liste der Ghettos und Lager für Sinti und Roma
Diese Liste der Ghettos und Lager für Sinti und Roma umfasst Ghettos und Lager, in denen Sinti und Roma in der Zeit des Nationalsozialismus interniert wurden. Viele von ihnen kamen dort ums Leben, wurden in Konzentrationslager deportiert oder unmittelbar in die Vernichtungslager gebracht, wo sie ermordet wurden.

## Liste
| Inhaltsverzeichnis A B C D E F G H I J K L M N O P R S T U V W Z              | Inhaltsverzeichnis A B C D E F G H I J K L M N O P R S T U V W Z | Inhaltsverzeichnis A B C D E F G H I J K L M N O P R S T U V W Z | Inhaltsverzeichnis A B C D E F G H I J K L M N O P R S T U V W Z | Inhaltsverzeichnis A B C D E F G H I J K L M N O P R S T U V W Z | Inhaltsverzeichnis A B C D E F G H I J K L M N O P R S T U V W Z |
| Ort                                                                           | Staat (2010)                                                     | Bezirk im Dritten Reich (GK = Generalkommissariat)               | Zusammenfassung | Typ                                                              | USHMM-Vol. & Seite                                               |
| ----------------------------------------------------------------------------- | ---------------------------------------------------------------- | ---------------------------------------------------------------- | --- | ---------------------------------------------------------------- | ---------------------------------------------------------------- |
| Agnone.                                                                       | Italien                                                          | Italien                                                          | 65 Roma kamen Ende Aug. 1941 aus dem Lager Boiano (Campobasso) hierher. Am 3. Mai 1943 waren 82 Roma interniert. Hungersnot, schlechte sanitäre Verhältnisse. | Lager                                                            | III-399 f.                                                       |
| Alexandrodar.⊙ Олександродар Oleksandrodar                                    | Ukraine                                                          | Gouvernement Transnistrien                                       | Nov./Dez. 1942 Roma-Umsiedlung in die nahen Dörfer Bogdanovca, Vladimirovca, Kozirca, Katelina und Certovca, dies brachte etwas Erleichterung. Hohe Sterblichkeit wegen zu wenig Essen und Kälte durch zu wenig Feuerholz. | Lager                                                            | III-589 ff.                                                      |
| Altenburg.                                                                    | Deutschland                                                      | Deutsches Reich                                                  | Außenlager des KZ Buchenwald | KZ-AL                                                            | I-304 ff.                                                        |
| Aluschta. Алушта                                                              | Ukraine                                                          | Region Krim                                                      | Roma zusammen mit Juden in einem einzigen bewachten Gebäude als „Gefängnis“ interniert. Bei der zweiten Erschießungsaktion Anfang Dez. 1942 wurden auch alle Roma im Park des Sanatoriums Nr. 7 erschossen. | Ghetto                                                           | II-1761 f.                                                       |
| Amstetten II.                                                                 | Österreich                                                       | Österreich                                                       | Außenlager des KZ Mauthausen | KZ-AL                                                            | I-908 ff.                                                        |
| Arc-et-Senans.                                                                | Frankreich                                                       | Frankreich/Vichy                                                 | Ab Sept. 1941 wurden bis zu 254 „Nomaden“ aus Ostfrankreich in sieben Gebäuden in der alten königlichen Saline interniert. Die Mauer war zwei Meter hoch, zehn unbewaffnete Wachen, es gab 127 Fluchtvorfälle. Die meisten mussten für die Organisation Todt (OT) bei Champagnole arbeiten. Es gab Krankheiten wie Krätze und Infektionen. Am 11. Sept. 1943 wurden die Gefangenen nach Jargeau verlegt. | Lager                                                            | III-106 f.                                                       |
| Augsburg-Pfersee in Sheridan-Kaserne.                                         | Deutschland                                                      | Deutsches Reich                                                  | Außenlager des KZ Dachau | KZ-AL                                                            | I-453 ff.                                                        |
| Auschwitz II Birkenau (KZ, „Zigeunerlager“).                                  | Polen                                                            | Region Ostoberschlesien                                          | | Vernichtungslager                                                | I-209 ff.                                                        |
| Avrillé-les-Ponceaux, La Morellerie.                                          | Frankreich                                                       | Frankreich/Vichy                                                 | | Lager                                                            | III-160 ff.                                                      |
| Barenton.                                                                     | Frankreich                                                       | Frankreich/Vichy                                                 | | Lager                                                            | III-110                                                          |
| Barth (KZ).                                                                   | Deutschland                                                      | Deutsches Reich                                                  | Außenlager des KZ Ravensbrück | KZ-AL                                                            | I-1195 f.                                                        |
| Bautzen.                                                                      | Deutschland                                                      | Deutsches Reich                                                  | Außenlager des KZ Groß-Rosen | KZ-AL                                                            | I-705 f.                                                         |
| Belgrad (Kanonen-Schuppen). Београд Beograd.                                  | Serbien                                                          | Serbien                                                          | | Lager                                                            | III-835a                                                         |
| Belzec. Bełżec                                                                | Polen                                                            | Distrikt Lublin                                                  | „Zigeuner“-Zwangslager | Zwangslager                                                      | –                                                                |
| Bergen-Belsen (KZ).                                                           | Deutschland                                                      | Deutsches Reich                                                  | | KZ-Stammlager                                                    | I-277 ff.                                                        |
| Berlin-Köpenick.                                                              | Deutschland                                                      | Deutsches Reich                                                  | Außenlager des KZ Sachsenhausen | KZ-AL                                                            | I-1271 f.                                                        |
| Berlin-Lichterfelde.                                                          | Deutschland                                                      | Deutsches Reich                                                  | Außenlager des KZ Sachsenhausen | KZ-AL                                                            | I-1274 ff.                                                       |
| Berlin-Marzahn (Zwangslager).                                                 | Deutschland                                                      | Deutsches Reich                                                  | „Zigeuner“-Zwangslager | Zwangslager                                                      | –                                                                |
| Bisingen (KZ-Außenlager).                                                     | Deutschland                                                      | Deutsches Reich                                                  | Außenlager des KZ Natzweiler-Struthof | KZ-AL                                                            | I-1015 ff.                                                       |
| Bobrek.                                                                       | Polen                                                            | Region Ostoberschlesien                                          | Außenlager des KZ Auschwitz | KZ-AL                                                            | I-228 ff.                                                        |
| Bobrik.⊙ Бобрик Bobryk                                                        | Ukraine                                                          | Gouvernement Transnistrien                                       | | Lager                                                            | III-610 ff.                                                      |
| Boiano.                                                                       | Italien                                                          | Italien                                                          | | Lager                                                            | III-407 f.                                                       |
| Bolwen. Balvi                                                                 | Lettland                                                         | GK Lettland                                                      | | Ghetto                                                           | II-1000                                                          |
| Boussais.                                                                     | Frankreich                                                       | Frankreich/Vichy                                                 | | Lager                                                            | III-112                                                          |
| Bransdorf über Jägerndorf Brantice                                            | Tschechien                                                       | Protektorat Böhmen und Mähren                                    | „Zigeuner“-Zwangslager | Zwangslager                                                      | –                                                                |
| Briesen (Falkenhagen).                                                        | Deutschland                                                      | Deutsches Reich                                                  | Außenlager des KZ Sachsenhausen | KZ-AL                                                            | I-1295 f.                                                        |
| Brünn. Brno                                                                   | Tschechien                                                       | Protektorat Böhmen und Mähren                                    | „Zigeuner“-Zwangslager | Zwangslager                                                      | –                                                                |
| Buchenwald (KZ).                                                              | Deutschland                                                      | Deutsches Reich                                                  | | KZ-Stammlager                                                    | I-289 ff.                                                        |
| Bystré.                                                                       | Slowakei                                                         | Slowakei                                                         | | Lager                                                            | III-856 ff.                                                      |
| Chemnitz.                                                                     | Deutschland                                                      | Deutsches Reich                                                  | Außenlager des KZ Flossenbürg | KZ-AL                                                            | I-576 f.                                                         |
| Choisel.                                                                      | Frankreich                                                       | Frankreich/Vichy                                                 | | Lager                                                            | III-129 f.                                                       |
| Ciepielów.                                                                    | Polen                                                            | Distrikt Radom                                                   | | Ghetto                                                           | II-211 ff.                                                       |
| Cloppenburg.                                                                  | Deutschland                                                      | Deutsches Reich                                                  | „Zigeuner“-Zwangslager | Zwangslager                                                      | –                                                                |
| Coray.                                                                        | Frankreich                                                       | Frankreich/Vichy                                                 | | Lager                                                            | III-132                                                          |
| Coudrecieux.                                                                  | Frankreich                                                       | Frankreich/Vichy                                                 | | Lager                                                            | III-132 f.                                                       |
| Crasneanca.⊙ Красненьке Krasnenke                                             | Ukraine                                                          | Gouvernement Transnistrien                                       | | Lager                                                            | III-659 f.                                                       |
| Crivoi Ozero. Криве Озеро Krywe Osero                                         | Ukraine                                                          | Gouvernement Transnistrien                                       | | Ghetto                                                           | III-660 ff.                                                      |
| Dachau (KZ).                                                                  | Deutschland                                                      | Deutsches Reich                                                  | | KZ-Stammlager                                                    | I-441 ff.                                                        |
| Danzig. Gdańsk                                                                | Polen                                                            | Reichsgau Danzig-Westpreußen                                     | „Zigeuner“-Zwangslager | Zwangslager                                                      | –                                                                |
| Dautmergen (KZ-Außenlager).                                                   | Deutschland                                                      | Deutsches Reich                                                  | Außenlager des KZ Natzweiler-Struthof | KZ-AL                                                            | I-1023 ff.                                                       |
| Derażnia. Деражня Deraschnja                                                  | Ukraine                                                          | GK Wolhynien-Podolien                                            | | Ghetto                                                           | II-1346 ff.                                                      |
| Domanevka. Доманівка Domaniwka                                                | Ukraine                                                          | Gouvernement Transnistrien                                       | | Lager                                                            | III-670 f.                                                       |
| Dorpat, Dörpt. Tartu                                                          | Estland                                                          | GK Estland                                                       | | Ghetto                                                           | II-998 f.                                                        |
| Dortmund-Derne.                                                               | Deutschland                                                      | Deutsches Reich                                                  | „Zigeuner“-Zwangslager | Zwangslager                                                      | –                                                                |
| Dresden (Reichsbahn).                                                         | Deutschland                                                      | Deutsches Reich                                                  | Außenlager des KZ Flossenbürg | KZ-AL                                                            | I-587 ff.                                                        |
| Dubnica nad Váhom.                                                            | Slowakei                                                         | Slowakei                                                         | Konzentrationslager für Roma und Sinti | Lager                                                            | III-858 ff.                                                      |
| Düsseldorf.                                                                   | Deutschland                                                      | Deutsches Reich                                                  | „Zigeuner“-Zwangslager | Zwangslager                                                      | –                                                                |
| Ellrich-Juliushütte (KZ-Außenlager).                                          | Deutschland                                                      | Deutsches Reich                                                  | Außenlager des KZ Mittelbau-Dora | KZ-AL                                                            | I-981                                                            |
| Falkensee (mit Staaken).                                                      | Deutschland                                                      | Deutsches Reich                                                  | Außenlager des KZ Sachsenhausen | KZ-AL                                                            | I-1299 ff.                                                       |
| Fallersleben (Volkswagen, KZ Arbeitsdorf).                                    | Deutschland                                                      | Deutsches Reich                                                  | Außenlager des KZ Sachsenhausen | KZ-AL                                                            | I-1302 f.                                                        |
| Fanlac, Château Du Sablou.                                                    | Frankreich                                                       | Frankreich/Vichy                                                 | | Lager                                                            | III-127 f.                                                       |
| Feldafing.                                                                    | Deutschland                                                      | Deutsches Reich                                                  | Außenlager des KZ Dachau | KZ-AL                                                            | I-469 ff.                                                        |
| Flensburg, St. Pauli (Zwangslager).                                           | Deutschland                                                      | Deutsches Reich                                                  | „Zigeuner“-Zwangslager | Zwangslager                                                      | –                                                                |
| Forlì.                                                                        | Italien                                                          | Italien                                                          | | Lager                                                            | III-428 f.                                                       |
| Fort Barraux.                                                                 | Frankreich                                                       | Frankreich/Vichy                                                 | | Lager                                                            | III-140 f.                                                       |
| Fort-de-Peigney.                                                              | Frankreich                                                       | Frankreich/Vichy                                                 | | Lager                                                            | III-142 f.                                                       |
| Fort-de-Vancia bei Lyon.                                                      | Frankreich                                                       | Frankreich/Vichy                                                 | | Lager                                                            | III-143 f.                                                       |
| Frankfurt am Main.                                                            | Deutschland                                                      | Deutsches Reich                                                  | „Zigeuner“-Zwangslager | Zwangslager                                                      | –                                                                |
| Freiberg.                                                                     | Deutschland                                                      | Deutsches Reich                                                  | Außenlager des KZ Flossenbürg | KZ-AL                                                            | I-595 ff.                                                        |
| Freiburg im Breisgau.                                                         | Deutschland                                                      | Deutsches Reich                                                  | „Zigeuner“-Zwangslager | Zwangslager                                                      | –                                                                |
| Gablingen.                                                                    | Deutschland                                                      | Deutsches Reich                                                  | Außenlager des KZ Dachau | KZ-AL                                                            | I-474 ff.                                                        |
| Gelsenkirchen.                                                                | Deutschland                                                      | Deutsches Reich                                                  | „Zigeuner“-Zwangslager | Zwangslager                                                      | –                                                                |
| Glebokie, Głębokie. Глыбокае Hlybokaje                                        | Belarus                                                          | GK Weißruthenien                                                 | | Ghetto                                                           | II-1190 ff.                                                      |
| Golta. Первомайськ Perwomajsk                                                 | Ukraine                                                          | Gouvernement Transnistrien                                       | | Ghetto                                                           | III-680 ff.                                                      |
| Graslitz. Kraslice                                                            | Tschechien                                                       | Tschechien                                                       | Außenlager des KZ Flossenbürg | KZ-AL                                                            | I-600 ff.                                                        |
| Grez-en-Bouère.                                                               | Frankreich                                                       | Frankreich/Vichy                                                 | | Lager                                                            | III-149                                                          |
| Großkoschen.                                                                  | Deutschland                                                      | Deutsches Reich                                                  | Außenlager des KZ Groß-Rosen | KZ-AL                                                            | I-738 ff.                                                        |
| Großraming.                                                                   | Österreich                                                       | Österreich                                                       | Außenlager des KZ Mauthausen | KZ-AL                                                            | I-915 ff.                                                        |
| Gurs.                                                                         | Frankreich                                                       | Frankreich/Vichy                                                 | | Lager                                                            | III-150 ff.                                                      |
| Győr. Raab                                                                    | Ungarn                                                           | Ungarn                                                           | | Ghetto                                                           | III-339 f.                                                       |
| Hamburg-Langenhorn (KZ-Außenlager Ochsenzoll).                                | Deutschland                                                      | Deutsches Reich                                                  | Außenlager des KZ Neuengamme | KZ-AL                                                            | I-1121 f.                                                        |
| Hannover.                                                                     | Deutschland                                                      | Deutsches Reich                                                  | „Zigeuner“-Zwangslager | Zwangslager                                                      | –                                                                |
| Hanušovce nad Topľou.                                                         | Slowakei                                                         | Slowakei                                                         | | Lager                                                            | III-861 f.                                                       |
| Harzungen (KZ-Außenlager).                                                    | Deutschland                                                      | Deutsches Reich                                                  | Außenlager des KZ Mittelbau-Dora | KZ-AL                                                            | I-984 ff.                                                        |
| Haunstetten (KZ-Außenlager).                                                  | Deutschland                                                      | Deutsches Reich                                                  | Außenlager des KZ Dachau | KZ-AL                                                            | I-480 f.                                                         |
| Herne.                                                                        | Deutschland                                                      | Deutsches Reich                                                  | „Zigeuner“-Zwangslager | Zwangslager                                                      | –                                                                |
| Heuberg (KZ) (Stetten am Kalten Markt).                                       | Deutschland                                                      | Deutsches Reich                                                  | | Frühes Lager                                                     | I-95 ff.                                                         |
| Hindenburg. Zabrze                                                            | Polen                                                            | Region Ostoberschlesien                                          | Außenlager des KZ Auschwitz | KZ-AL                                                            | I-252 f.                                                         |
| Hodonín (Zwangslager).                                                        | Tschechien                                                       | Protektorat Böhmen und Mähren                                    | „Zigeuner“-Zwangslager | Zwangslager                                                      | –                                                                |
| Horoditsche, Horodyszcze.⊙ Гарадзішча Haradsischtscha                         | Belarus                                                          | GK Weißruthenien                                                 | | Ghetto                                                           | II-1196 f.                                                       |
| Iasinova. Ясенове Перше Jassenowe Persche und Ясенове Друге Jassenowe Druhe ⊙ | Ukraine                                                          | Gouvernement Transnistrien                                       | | Ghetto                                                           | III-695 f.                                                       |
| Ilava.                                                                        | Slowakei                                                         | Slowakei                                                         | | Lager                                                            | III-865 f.                                                       |
| Jadów.                                                                        | Polen                                                            | Distrikt Warschau                                                | | Ghetto                                                           | II-379 f.                                                        |
| Januschpol. Іванопіль Iwanopil                                                | Ukraine                                                          | GK Shitomir                                                      | | Ghetto                                                           | II-1529 f.                                                       |
| Jarabá.                                                                       | Slowakei                                                         | Slowakei                                                         | | Lager                                                            | III-867 f.                                                       |
| Jargeau.                                                                      | Frankreich                                                       | Frankreich/Vichy                                                 | | Lager                                                            | III-152 ff.                                                      |
| Jasenovac III (KZ Jasenovac, Ciglana).                                        | Kroatien                                                         | Kroatien                                                         | | Lager                                                            | III-60 ff.                                                       |
| Jasenovac V (KZ Stara Gradiška).                                              | Kroatien                                                         | Kroatien                                                         | | Lager                                                            | III-64 f.                                                        |
| Johanngeorgenstadt (KZ-Außenlager).                                           | Deutschland                                                      | Deutsches Reich                                                  | Außenlager des KZ Flossenbürg | KZ-AL                                                            | I-619 ff.                                                        |
| Kamen Koschirsk. Камінь-Каширський Kamin-Kaschyrskyj                          | Ukraine                                                          | GK Wolhynien-Podolien                                            | | Ghetto                                                           | II-1376 ff.                                                      |
| Kamenz.                                                                       | Deutschland                                                      | Deutsches Reich                                                  | Außenlager des KZ Groß-Rosen | KZ-AL                                                            | I-750 ff.                                                        |
| Kasatin. Козятин Kosjatyn                                                     | Ukraine                                                          | GK Shitomir                                                      | | Ghetto                                                           | II-1534 f.                                                       |
| Kassel.                                                                       | Deutschland                                                      | Deutsches Reich                                                  | „Zigeuner“-Zwangslager | Zwangslager                                                      | –                                                                |
| Kaufbeuren.                                                                   | Deutschland                                                      | Deutsches Reich                                                  | Außenlager des KZ Dachau | KZ-AL                                                            | I-486 ff.                                                        |
| Kiel, Preetzer Straße (Zwangslager).                                          | Deutschland                                                      | Deutsches Reich                                                  | „Zigeuner“-Zwangslager | Zwangslager                                                      | –                                                                |
| Klimowitschi. Клімавічы Klimawitschy                                          | Belarus                                                          | Region östliches Belarus                                         | | Ghetto                                                           | II-1682 ff.                                                      |
| Klinzy. Клинцы                                                                | Russland                                                         | Besetztes russisches Gebiet                                      | | Ghetto                                                           | II-1800 f.                                                       |
| Kohlfurt. Węgliniec                                                           | Polen                                                            | Deutsches Reich                                                  | „Zigeuner“-Zwangslager | Zwangslager                                                      | –                                                                |
| Köln-Bickendorf (Zwangslager).                                                | Deutschland                                                      | Deutsches Reich                                                  | „Zigeuner“-Zwangslager | Zwangslager                                                      | –                                                                |
| Kolosovka.⊙ Колосівка Kolossiwka                                              | Ukraine                                                          | Gouvernement Transnistrien                                       | | Lager                                                            | III-642 f.                                                       |
| Komárom. Komorn                                                               | Ungarn                                                           | Ungarn                                                           | | Ghetto                                                           | III-349 f.                                                       |
| Königsberg. Калинингра́д Kaliningrad                                           | Russland                                                         | Provinz Ostpreußen                                               | „Zigeuner“-Zwangslager | Zwangslager                                                      | –                                                                |
| Koniecpol.                                                                    | Polen                                                            | Distrikt Radom                                                   | „Zigeuner“-Zwangslager | Zwangslager                                                      | –                                                                |
| Koprivnica.                                                                   | Kroatien                                                         | Kroatien                                                         | | Lager                                                            | III-68 f.                                                        |
| Kovaliovka.⊙ Ковалівка Kowaliwka                                              | Ukraine                                                          | Gouvernement Transnistrien                                       | | Lager                                                            | III-652 ff.                                                      |
| Kowel. Ковель Kowel                                                           | Ukraine                                                          | GK Wolhynien-Podolien                                            | | Ghetto                                                           | II-1388 ff.                                                      |
| Krușînovka.⊙ Крушинівка Kruschyniwka                                          | Ukraine                                                          | Gouvernement Transnistrien                                       | | Lager                                                            | III-662 f.                                                       |
| Lachowzy. Білогір'я Bilohirja                                                 | Ukraine                                                          | GK Wolhynien-Podolien                                            | | Ghetto                                                           | II-1406                                                          |
| Lackenbach (Zwangslager).                                                     | Österreich                                                       | Österreich                                                       | „Zigeuner“-Zwangslager | Zwangslager                                                      | –                                                                |
| Lamotte-Beuvron.                                                              | Frankreich                                                       | Frankreich/Vichy                                                 | | Lager                                                            | III-162 f.                                                       |
| Lannemezan.                                                                   | Frankreich                                                       | Frankreich/Vichy                                                 | | Lager                                                            | III-163 f.                                                       |
| Le Barcarès.                                                                  | Frankreich                                                       | Frankreich/Vichy                                                 | | Lager                                                            | III-164 ff.                                                      |
| Lehnitz (Klinkerwerk).                                                        | Deutschland                                                      | Deutsches Reich                                                  | Außenlager des KZ Sachsenhausen | KZ-AL                                                            | I-1323 ff.                                                       |
| Leipzig-Schönefeld. (HASAG (KZ-Außenlager))                                   | Deutschland                                                      | Deutsches Reich                                                  | Außenlager des KZ Buchenwald | KZ-AL                                                            | I-377 ff.                                                        |
| Leipzig-Thekla (KZ-Außenlager).                                               | Deutschland                                                      | Deutsches Reich                                                  | Außenlager des KZ Buchenwald | KZ-AL                                                            | I-381 ff.                                                        |
| Leonberg.                                                                     | Deutschland                                                      | Deutsches Reich                                                  | Außenlager des KZ Natzweiler-Struthof | KZ-AL                                                            | I-1042 f.                                                        |
| Les Alliers.⊙                                                                 | Frankreich                                                       | Frankreich/Vichy                                                 | | Lager                                                            | III-167 f.                                                       |
| Lety (Zwangslager).                                                           | Tschechien                                                       | Protektorat Böhmen und Mähren                                    | „Zigeuner“-Zwangslager | Zwangslager                                                      | –                                                                |
| Lichtenburg (KZ).                                                             | Deutschland                                                      | Deutsches Reich                                                  | | Frühes Lager                                                     | I-120 ff.                                                        |
| Litin. Літин Lityn                                                            | Ukraine                                                          | GK Shitomir                                                      | | Ghetto                                                           | II-1542 ff.                                                      |
| Litzmannstadt (Ghetto), Łódź. Lodsch                                          | Polen                                                            | Reichsgau Wartheland                                             | | Ghetto                                                           | II-75 ff.                                                        |
| Liubașevca. Любашівка Ljubaschiwka                                            | Ukraine                                                          | Gouvernement Transnistrien                                       | | Ghetto                                                           | III-702 f.                                                       |
| Losice.                                                                       | Polen                                                            | Distrikt Warschau                                                | „Zigeuner“-Zwangslager | Zwangslager                                                      | –                                                                |
| Louviers.                                                                     | Frankreich                                                       | Frankreich/Vichy                                                 | | Lager                                                            | III-173 f.                                                       |
| Lubaczów.                                                                     | Polen                                                            | Distrikt Galizien                                                | | Ghetto                                                           | II-800 ff.                                                       |
| Lublin.                                                                       | Polen                                                            | Distrikt Lublin                                                  | „Zigeuner“-Zwangslager | Zwangslager                                                      | –                                                                |
| Magdeburg Holzweg (Zwangslager).                                              | Deutschland                                                      | Deutsches Reich                                                  | „Zigeuner“-Zwangslager | Zwangslager                                                      | –                                                                |
| Máramarossziget. Sighetu Marmației, Marmaroschsiget                           | Rumänien                                                         | Ungarn                                                           | | Ghetto                                                           | III-351 f.                                                       |
| Mátészalka.                                                                   | Ungarn                                                           | Ungarn                                                           | „Zigeuner“-Zwangslager | Zwangslager                                                      | –                                                                |
| Mérignac.                                                                     | Frankreich                                                       | Frankreich/Vichy                                                 | | Lager                                                            | III-177 f.                                                       |
| Moisdon-la-Rivière.                                                           | Frankreich                                                       | Frankreich/Vichy                                                 | | Lager                                                            | III-179 ff.                                                      |
| Moldavca.⊙ Козубівка Kosubiwka                                                | Ukraine                                                          | Gouvernement Transnistrien                                       | | Lager                                                            | III-717 f.                                                       |
| Moloy.                                                                        | Frankreich                                                       | Frankreich/Vichy                                                 | | Lager                                                            | III-181                                                          |
| Monsireigne.                                                                  | Frankreich                                                       | Frankreich/Vichy                                                 | | Lager                                                            | III-181 f.                                                       |
| Montlhéry (Linas-Montlhéry).                                                  | Frankreich                                                       | Frankreich/Vichy                                                 | | Lager                                                            | III-183 f.                                                       |
| Montreuil-Bellay.                                                             | Frankreich                                                       | Frankreich/Vichy                                                 | | Lager                                                            | III-185 ff.                                                      |
| Montsûrs.                                                                     | Frankreich                                                       | Frankreich/Vichy                                                 | | Lager                                                            | III-187 f.                                                       |
| Moringen.                                                                     | Deutschland                                                      | Deutsches Reich                                                  | Jugendlager Moringen | Jugendlager                                                      | I-1530 ff.                                                       |
| Most na Ostrove.                                                              | Slowakei                                                         | Slowakei                                                         | | Lager                                                            | III-873                                                          |
| Mostovoi. Мостове Mostowe                                                     | Ukraine                                                          | Gouvernement Transnistrien                                       | | Ghetto                                                           | III-719 ff.                                                      |
| Mstisslawl. Мсціслаў Mszislau                                                 | Belarus                                                          | Region östliches Belarus                                         | | Ghetto                                                           | II-1706 ff.                                                      |
| Mühlhausen. (Mühlenwerke AG/Junkers), Martha I (KZ-Außenlager)                | Deutschland                                                      | Deutsches Reich                                                  | Außenlager des KZ Buchenwald | KZ-AL                                                            | I-396 ff.                                                        |
| Mulsanne.                                                                     | Frankreich                                                       | Frankreich/Vichy                                                 | | Lager                                                            | III-188 f.                                                       |
| München-Riem (OT, SS-Reit- und Fahrschule).⊙                                  | Deutschland                                                      | Deutsches Reich                                                  | Außenlager des KZ Dachau | KZ-AL                                                            | I-523 f.                                                         |
| Natzweiler-Struthof (KZ).                                                     | Frankreich                                                       | Frankreich                                                       | | KZ-Stammlager                                                    | I-1003 ff.                                                       |
| Neckarelz (KZ-Außenlager).                                                    | Deutschland                                                      | Deutsches Reich                                                  | Außenlager des KZ Natzweiler-Struthof | KZ-AL                                                            | I-1048 ff.                                                       |
| Neckargartach-Heilbronn (KZ-Außenlager).                                      | Deutschland                                                      | Deutsches Reich                                                  | Außenlager des KZ Natzweiler-Struthof | KZ-AL                                                            | I-1051 f.                                                        |
| Neubrandenburg.                                                               | Deutschland                                                      | Deutsches Reich                                                  | „Zigeuner“-Zwangslager | Zwangslager                                                      | –                                                                |
| Neustadt-Glewe (KZ-Außenlager).                                               | Deutschland                                                      | Deutsches Reich                                                  | Außenlager des KZ Ravensbrück | KZ-AL                                                            | I-1216 f.                                                        |
| Nexon.                                                                        | Frankreich                                                       | Frankreich/Vichy                                                 | | Lager                                                            | III-189 ff.                                                      |
| Niederhagen-Wewelsburg (KZ).                                                  | Deutschland                                                      | Deutsches Reich                                                  | | KZ-Stammlager                                                    | I-1517 ff.                                                       |
| Niemegk.                                                                      | Deutschland                                                      | Deutsches Reich                                                  | Außenlager des KZ Sachsenhausen | KZ-AL                                                            | I-1331 f.                                                        |
| Niš.                                                                          | Serbien                                                          | Serbien                                                          | „Zigeuner“-Zwangslager | Zwangslager                                                      | –                                                                |
| Nižný Hrabovec.                                                               | Slowakei                                                         | Slowakei                                                         | | Lager                                                            | III-874                                                          |
| Očová.                                                                        | Slowakei                                                         | Slowakei                                                         | | Lager                                                            | III-878                                                          |
| Osnabrück (SS-Eisenbahnbaubrigade V).                                         | Deutschland                                                      | Deutsches Reich                                                  | SS-Eisenbahnbaubrigade | KZ-AL                                                            | I-1402 ff.                                                       |
| Pirjatin. Пирятин Pyrjatyn                                                    | Ukraine                                                          | GK Kiew                                                          | | Ghetto                                                           | II-1600 f.                                                       |
| Plénée-Jugon.                                                                 | Frankreich                                                       | Frankreich/Vichy                                                 | | Lager                                                            | III-202                                                          |
| Poitiers.                                                                     | Frankreich                                                       | Frankreich/Vichy                                                 | | Lager                                                            | III-202 ff.                                                      |
| Pölitz bei Stettin. Police                                                    | Polen                                                            | Deutsches Reich                                                  | „Zigeuner“-Zwangslager | Zwangslager                                                      | –                                                                |
| Pontivy.                                                                      | Frankreich                                                       | Frankreich/Vichy                                                 | | Lager                                                            | III-204 f.                                                       |
| Port Kunda.                                                                   | Estland                                                          | Estland                                                          | Außenlager des KZ Vaivara | KZ-AL                                                            | I-1505 f.                                                        |
| Prignano sulla Secchia.                                                       | Italien                                                          | Italien                                                          | | Lager                                                            | III-453 f.                                                       |
| Radom (Ghetto) in Radom.                                                      | Polen                                                            | Distrikt Radom                                                   | | Ghetto                                                           | II-289 ff.                                                       |
| Ravensbrück (KZ).                                                             | Deutschland                                                      | Deutsches Reich                                                  | | KZ-Stammlager                                                    | I-1187 ff.                                                       |
| Ravensburg (Zwangslager).                                                     | Deutschland                                                      | Deutsches Reich                                                  | „Zigeuner“-Zwangslager | Zwangslager                                                      | –                                                                |
| Remscheid.                                                                    | Deutschland                                                      | Deutsches Reich                                                  | „Zigeuner“-Zwangslager | Zwangslager                                                      | –                                                                |
| Rennes.                                                                       | Frankreich                                                       | Frankreich/Vichy                                                 | | Lager                                                            | III-210 f.                                                       |
| Revúca.                                                                       | Slowakei                                                         | Slowakei                                                         | | Lager                                                            | III-880 f.                                                       |
| Rivesaltes.                                                                   | Frankreich                                                       | Frankreich/Vichy                                                 | | Lager                                                            | III-214 ff.                                                      |
| Rogatschew. Рагачоў Rahatschou                                                | Belarus                                                          | Region östliches Belarus                                         | | Ghetto                                                           | II-1722 ff.                                                      |
| Rostock-Schwarzenpfost/Steinheide.                                            | Deutschland                                                      | Deutsches Reich                                                  | Außenlager des KZ Ravensbrück | KZ-AL                                                            | I-1221 ff.                                                       |
| Rybaki-Zaryte.                                                                | Polen                                                            | Distrikt Lublin                                                  | „Zigeuner“-Zwangslager | Zwangslager                                                      | –                                                                |
| Saint-Maurice-aux-Riches-Hommes.                                              | Frankreich                                                       | Frankreich/Vichy                                                 | | Lager                                                            | III-222 f.                                                       |
| Saliers.                                                                      | Frankreich                                                       | Frankreich/Vichy                                                 | | Lager                                                            | III-227 f.                                                       |
| Salzburg-Maxglan (Zwangslager).                                               | Österreich                                                       | Österreich                                                       | „Zigeuner“-Zwangslager | Zwangslager                                                      | –                                                                |
| Zasław.                                                                       | Polen                                                            | Distrikt Krakau                                                  | „Zigeuner“-Zwangslager | Zwangslager                                                      | –                                                                |
| Sarny. Сарни Sarny                                                            | Ukraine                                                          | GK Wolhynien-Podolien                                            | | Ghetto                                                           | II-1463 ff.                                                      |
| Saßmacken. Valdemārpils                                                       | Lettland                                                         | GK Lettland                                                      | | Ghetto                                                           | II-1024                                                          |
| Sátoraljaújhely. Neustadt am Zeltberg                                         | Ungarn                                                           | Ungarn                                                           | | Ghetto                                                           | III-370 f.                                                       |
| Savrani. Саврань Sawran                                                       | Ukraine                                                          | Gouvernement Transnistrien                                       | | Ghetto                                                           | III-754 ff.                                                      |
| Schlieben (KZ-Außenlager).                                                    | Deutschland                                                      | Deutsches Reich                                                  | Außenlager des KZ Buchenwald | KZ-AL                                                            | I-413 f.                                                         |
| Schlottwien. Słotwin                                                          | Polen                                                            | Distrikt Warschau                                                | „Zigeuner“-Zwangslager | Zwangslager                                                      | –                                                                |
| Schneidemühl. Piła                                                            | Polen                                                            | Deutsches Reich                                                  | „Zigeuner“-Zwangslager | Zwangslager                                                      | –                                                                |
| Schönebeck (Junkers-Flugzeug- und Motorenwerke AG). Julius (KZ-Außenlager)    | Deutschland                                                      | Deutsches Reich                                                  | Außenlager des KZ Buchenwald | KZ-AL                                                            | I-414 ff.                                                        |
| Schönefeld (Henschel).                                                        | Deutschland                                                      | Deutsches Reich                                                  | Außenlager des KZ Sachsenhausen | KZ-AL                                                            | I-1337 ff.                                                       |
| Semlin (in Belgrad). Земун Zemun                                              | Serbien                                                          | Serbien                                                          | | Lager                                                            | III-835b                                                         |
| Siedlce (Ghetto).                                                             | Polen                                                            | Distrikt Warschau                                                | | Ghetto                                                           | II-428 ff.                                                       |
| Sisak (Zwangslager) I und II.                                                 | Kroatien                                                         | Kroatien                                                         | | Lager                                                            | III-73 ff.                                                       |
| Snów.⊙ Сноў Snou                                                              | Belarus                                                          | GK Weißruthenien                                                 | | Ghetto                                                           | II-1283 f.                                                       |
| Zabków.                                                                       | Polen                                                            | Distrikt Warschau                                                | „Zigeuner“-Zwangslager | Zwangslager                                                      | –                                                                |
| St. Pantaleon-Weyer (Zwangslager).                                            | Österreich                                                       | Österreich                                                       | „Zigeuner“-Zwangslager | Zwangslager                                                      | –                                                                |
| Suha Balka.⊙ Суха Балка Sucha Balka                                           | Ukraine                                                          | Gouvernement Transnistrien                                       | | Lager                                                            | III-775 ff.                                                      |
| Sumovka.⊙ Сумівка Sumiwka                                                     | Ukraine                                                          | Gouvernement Transnistrien                                       | | Lager                                                            | III-779 ff.                                                      |
| Taucha (KZ-Außenlager).                                                       | Deutschland                                                      | Deutsches Reich                                                  | Außenlager des KZ Buchenwald | KZ-AL                                                            | I-425 ff.                                                        |
| Tomașpol. Томашпіль Tomaschpil                                                | Ukraine                                                          | Gouvernement Transnistrien                                       | | Ghetto                                                           | III-800 ff.                                                      |
| Topolya. Бачка Топола Bačka Topola                                            | Ungarn                                                           | Ungarn                                                           | | Lager                                                            | III-381 f.                                                       |
| Tossicia.                                                                     | Italien                                                          | Italien                                                          | | Lager                                                            | III-466                                                          |
| Tridubi. Тридуби Tryduby                                                      | Ukraine                                                          | Gouvernement Transnistrien                                       | | Ghetto                                                           | III-802 f.                                                       |
| Tschetschersk.⊙ Чачэрск                                                       | Belarus                                                          | Region östliches Belarus                                         | | Ghetto                                                           | II-1660 ff.                                                      |
| Überlingen-Aufkirch (KZ-Außenlager).                                          | Deutschland                                                      | Deutsches Reich                                                  | Außenlager des KZ Dachau | KZ-AL                                                            | I-553 f.                                                         |
| Ulm, Oberer Kuhberg (KZ).                                                     | Deutschland                                                      | Deutsches Reich                                                  | | Frühes Lager                                                     | I-168 ff.                                                        |
| Unetscha. Унеча                                                               | Russland                                                         | Besetztes russisches Gebiet                                      | | Ghetto                                                           | II-1832 f.                                                       |
| Usda. Узда                                                                    | Belarus                                                          | GK Weißruthenien                                                 | | Ghetto                                                           | II-1294 ff.                                                      |
| KZ Uštica (Zwangslager).                                                      | Kroatien                                                         | Kroatien                                                         | „Zigeunerlager“ nahe Jasenovac | Zwangslager                                                      | –                                                                |
| Ústie nad Oravou.                                                             | Slowakei                                                         | Slowakei                                                         | | Lager                                                            | III-884 f.                                                       |
| Vaselinovo. Веселинове Wesselynowe                                            | Ukraine                                                          | Gouvernement Transnistrien                                       | | Ghetto                                                           | III-813 f.                                                       |
| Voitovka. Війтівка Wijtiwka                                                   | Ukraine                                                          | Gouvernement Transnistrien                                       | | Lager                                                            | III-824 f.                                                       |
| Vradievca. Врадіївка Wradijiwka                                               | Ukraine                                                          | Gouvernement Transnistrien                                       | | Ghetto                                                           | III-827 f.                                                       |
| Welonen, Viļāni.                                                              | Lettland                                                         | GK Lettland                                                      | | Ghetto                                                           | II-1027 f.                                                       |
| Wattenscheid. Bochum-Wattenscheid                                             | Deutschland                                                      | Deutsches Reich                                                  | „Zigeuner“-Zwangslager | Zwangslager                                                      | –                                                                |
| Wetka. Ветка                                                                  | Belarus                                                          | Region östliches Belarus                                         | | Ghetto                                                           | II-1743 f.                                                       |
| Wieda (SS-BB III).                                                            | Deutschland                                                      | Deutsches Reich                                                  | SS-Baubrigade | KZ-AL                                                            | I-1397 ff.                                                       |
| Wiesbaden-Biebrich.                                                           | Deutschland                                                      | Deutsches Reich                                                  | „Zigeuner“-Zwangslager | Zwangslager                                                      | –                                                                |
| Wittenberg.                                                                   | Deutschland                                                      | Deutsches Reich                                                  | Außenlager des KZ Sachsenhausen | KZ-AL                                                            | I-1348 ff.                                                       |
| Wolkenburg.                                                                   | Deutschland                                                      | Deutsches Reich                                                  | Außenlager des KZ Flossenbürg | KZ-AL                                                            | I-678 ff.                                                        |
| Wunneschin. Unieszyno                                                         | Polen                                                            | Deutsches Reich                                                  | „Zigeuner“-Zwangslager | Zwangslager                                                      | –                                                                |
| Zwodau. Svatava                                                               | Tschechien                                                       | Tschechien                                                       | Außenlager des KZ Flossenbürg | KZ-AL                                                            | I-689 ff.                                                        |